# Gouverneurswahl in New York 1811
Bei der Gouverneurswahl in New York von 1811 handelt es sich um eine Nachwahl für die freie Stelle des Vizegouverneurs von New York.

## Vorgeschichte
Vizegouverneur John Broome starb im August 1810 und die New Yorker Verfassung von 1777 setzt Neuwahlen voraus, wenn eine Vakanz entweder im Amt des Gouverneurs oder des Vizegouverneurs auftritt.

## Ergebnis
| Bild   | Kandidat        | Partei                                   | Stimmen | Stimmen |
| Bild   | Kandidat        | Partei                                   | Anzahl  | Prozent |
| ------ | --------------- | ---------------------------------------- | ------- | ------- |
|        | DeWitt Clinton  | Demokratisch-Republikaner                |         |         |
|        | Nicholas Fish   | Föderalisten                             |         |         |
|        | Marinus Willett | Demokratisch-Republikaner (Tammany Hall) |         |         |
| Gesamt |                 |                                          |         |         |